# Colonia San Anselmo y Aledañas
Colonia San Anselmo y Aledañas es un centro rural de población con junta de gobierno de 3ª categoría del distrito Primero del departamento Colón, en la provincia de Entre Ríos, República Argentina. 
La sede de la junta de gobierno se encuentra ubicada en la zona rural cercana a la ciudad de Colón, la cual es la cabecera del departamento. En la actualidad, el aumento demográfico y el desarrollo edilicio ha favorecido la actividad turística e inmobiliaria; que junto a la actividad agropecuaria, agrícola y ganadera, conforman la actividad económica de la zona.
La población de la jurisdicción de la junta de gobierno era de 318 habitantes en 2010.

## Historia
Colonia San Anselmo se conformó sobre las grandes extensiones de tierra que correspondían a los antiguos campos pertenecientes a Anselmo López Jordán. Donde la mayoría de los habitantes de la zona fueron descendientes de inmigrantes, autóctonos y uruguayos, que antiguamente viajaban para trabajar al país vecino cruzando el río Uruguay.
Las necesidades de los pobladores llevaron a la construcción de la Capilla de Piedra (que aun perdura en la actualidad) y la construcción de una escuela rural, al desarrollo y mejoramiento de caminos, y recientemente cancha de fútbol y salón multi eventos. Muchos fueron los años transcurridos desde la conformación de la Colonia San Anselmo como zona rural dependiente del municipio de la ciudad de Colón hasta la instalación de la junta de gobierno.
La junta de gobierno fue creada por decreto 3576/2002 MGJ del 6 de septiembre de 2002, y sus límites jurisdiccionales fueron establecidos por el mismo decreto. La junta se conforma de 5 vocales elegidos cada 4 años.

Capilla de San Anselmo
El solar donde está situada la capilla “Virgen de la Asunción'', más conocida como la capilla de San Anselmo, pertenecía al señor Emilio Delaloye, quien donó los terrenos para su construcción.
La idea de que Colonia San Anselmo tenga una capilla para sus colonos surgió cuando transcurría el año 1937.  Don Emilio junto a un grupo de vecinos, entre los que figuraban Francisco y Pedro Dutruel, Francisco Colliard, Ignacio y Esteba Sibur, conformaron una comisión que estaría destinada a recaudar los fondos y voluntades para llevar adelante este sueño.
Fue el 29 de septiembre de 1939, dos años después de la creación de la comisión cuando el Padre Narciso Goiburu párroco de la ciudad de Colón bendecía la piedra fundamental y en 1940 el arquitecto francés Pedro Trouvé donó su talento y su trabajo diseñando y dirigiendo la obra para su construcción.
La capilla tiene una altura de 7,1 metros, donde descansa una campana de bronce que aún suena los días de celebración. Sus paredes de piedra como se puede apreciar claramente se levantaron de forma artesanal y esto la convierte en un punto de atractivo para los turistas que visitan el departamento de Colón.
Las 236 toneladas de piedra que se usaron para su construcción fueron traídas de la cantera de Don Manuel Jaquet, situada a 3 kilómetros de distancia de la capilla.  El transporte se realizó con un carro playero tirado por 5 caballos propiedad de Amado Colliard que podía transportar 3 toneladas por viaje. De dicha cantera también se extrajeron las piedras para levantar la Basílica de Lujan, las que fueron embarcadas del puerto Almiron.
La construcción llevó 3 años y fue el 15 de agosto de 1943 la fecha de su inauguración con la bendición del padre Narciso Goiburu.  Fruto del esfuerzo de 7 años de sacrificios por parte de los colonos de San Anselmo para poder tener su tan ansiada capilla.
Las primeras catequistas fueron Las señoras Juana Sibur de Jaquet, Luisa Creppy de Barral e Ida Dutrel de Crosignani, Guiadas espiritualmente por el primer  misionero Padre Miguel Mayoraz quien quedó grabado en la memoria de los colonos de San Anselmo por su incansable trabajo pastoral.

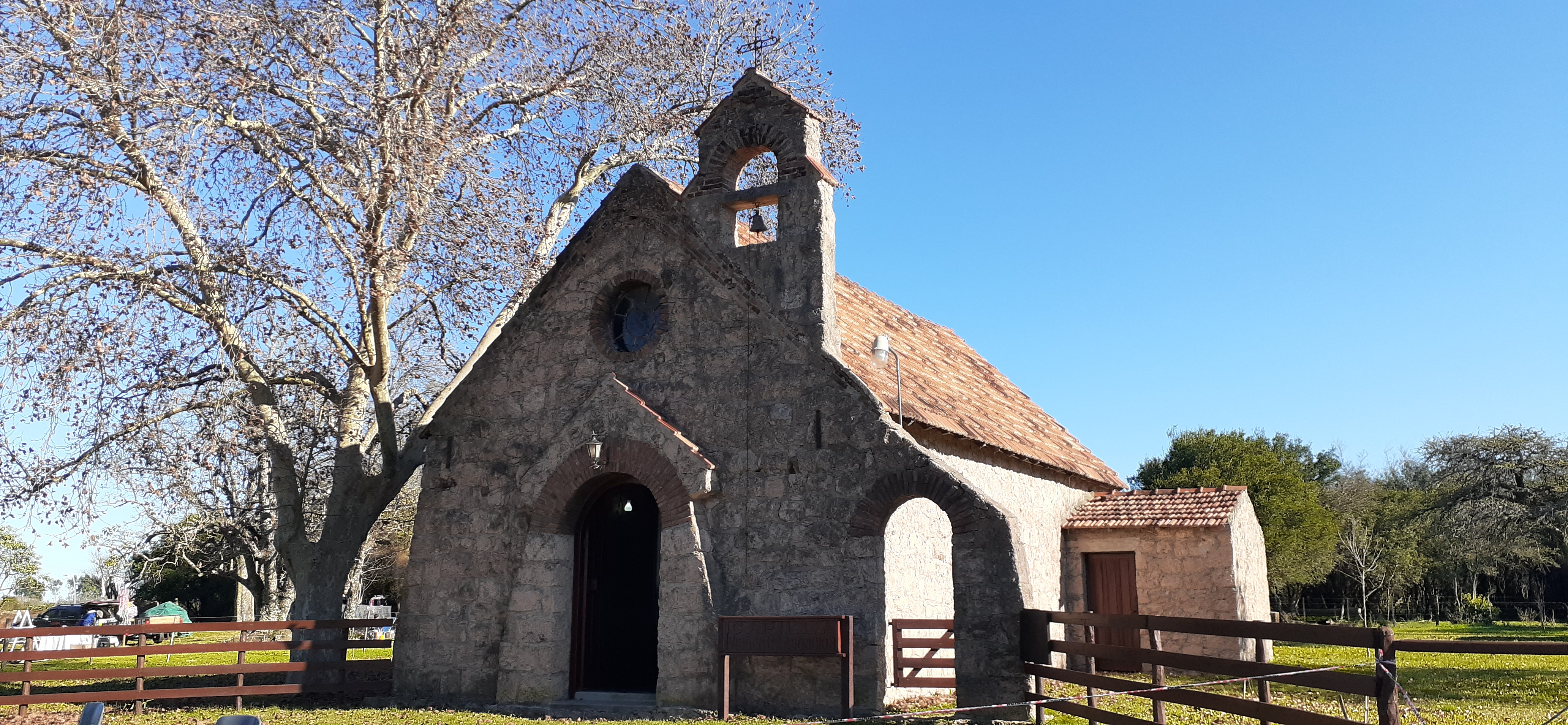

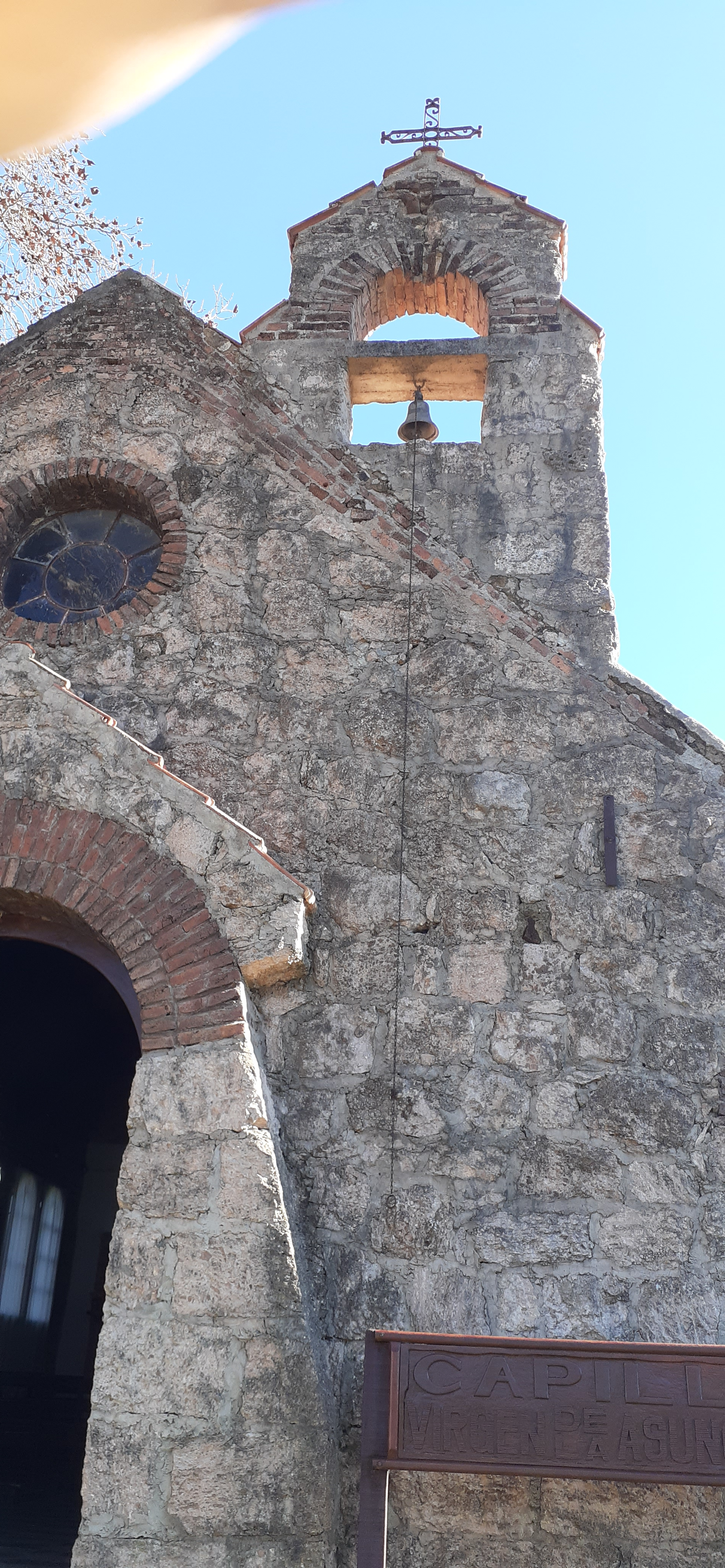

## Actividad económica

### Agricultura y ganadería
La actividad principal desde los comienzos de la conformación de la colonia San Anselmo, ha sido la agricultura y ganadería, aunque en la actualidad también existe un amplio desarrollo de la actividad avícola en toda la región, como así también la explotación de canteras (canto rodado, broza, etc).

### Actividad inmobiliaria
En los últimos años se ha observado un desarrollo demográfico importante en la región, debido a la actividad de "loteo" de grandes extensiones de tierra y el desarrollo de la construcción. La actividad turística ha favorecido a este desarrollo donde muchos de los que visitan la zona, la prefieren como lugar fijo para vacacionar o bien para vivir en forma permanente.

## Referencias

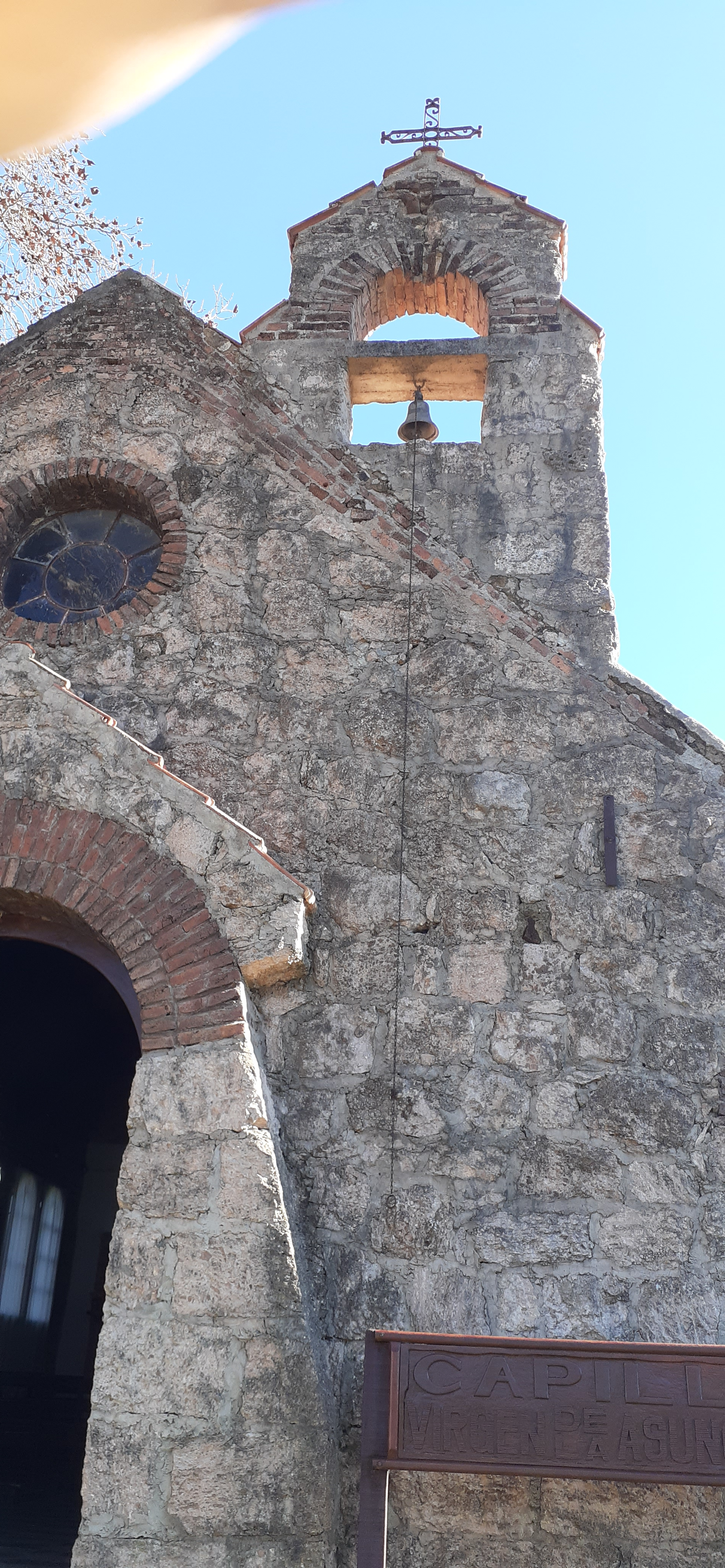

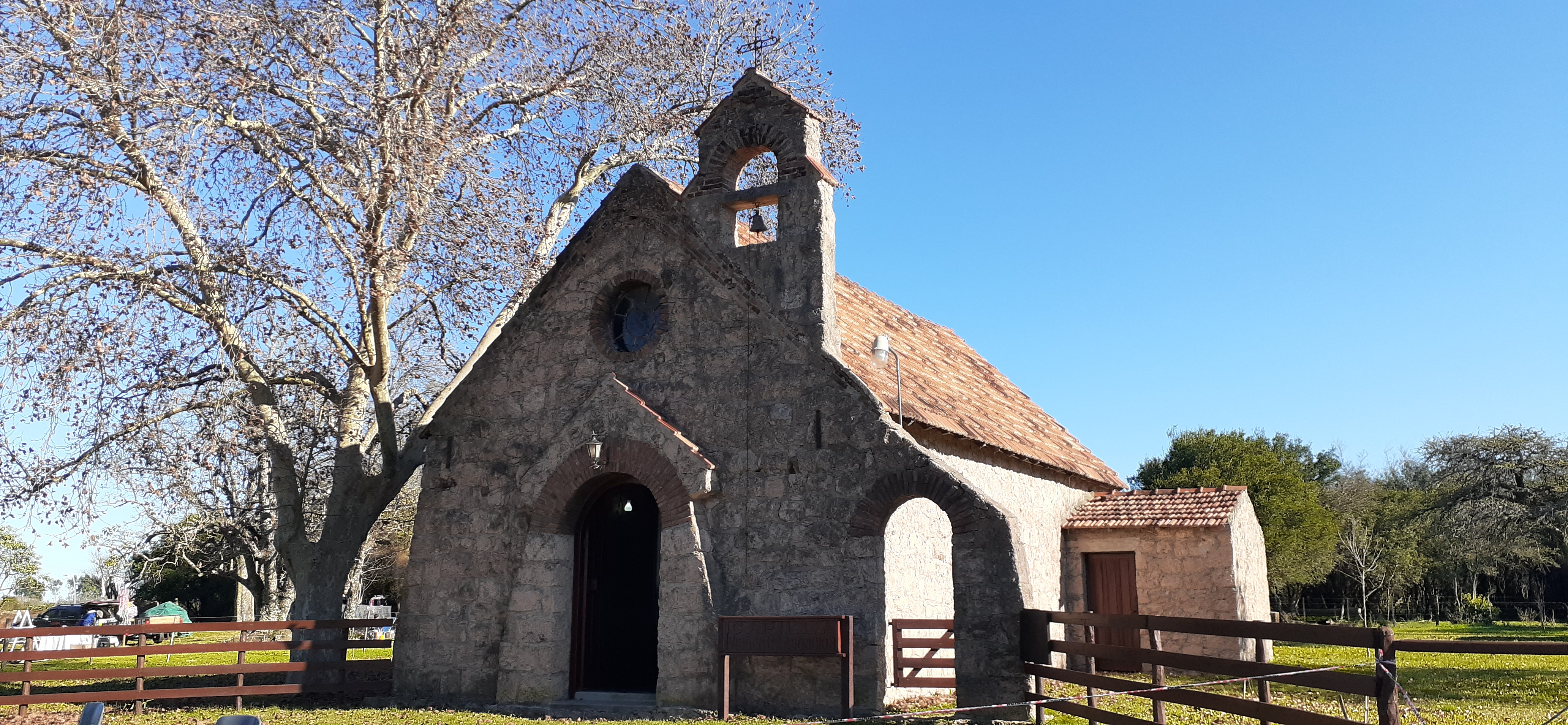
Punto turístico de Colonia San Anselmo, servicios los 3° domingos de cada mes